# Adam Johnson (lední hokejista)
Adam Robert Johnson (22. června 1994, Grand Rapids, USA – 28. října 2023, Sheffield, Spojené království) byl americký profesionální hokejový útočník. V sezónách 2018/19 a 2019/20 odehrál 13 zápasů v National Hockey League s Pittsburgh Penguins. Hrál také v Evropě s Malmö Redhawks, Augsburger Panther a Nottingham Panthers.
Johnson zemřel v roce 2023 po srážce na ledě, během níž mu brusle soupeře způsobila řeznou ránu na krku. S krvácením se snažil dojet na střídačku, ale na ledě zkolaboval. Byl ihned transportován do nemocnice, ale zranění tam podlehl.
Vedení britské soutěže poté rozhodlo, že od roku 2024 budou hráči muset povinně nosit chrániče krku. Tento postup doporučila i česká extraliga a NHL.